# Enghave Plads station
Enghave Plads station är en järnvägsstation på Vesterbro i Köpenhamn som ligger på Cityringen (M3), en av linjerna på Köpenhamns metro. Den invigdes 29 september 2019 i samband med öppningen av Cityringen.
Stationen ligger under Enghave Plads och innerväggarna är täckta av rött, handslaget tegel liksom många av byggnaderna runt torget.

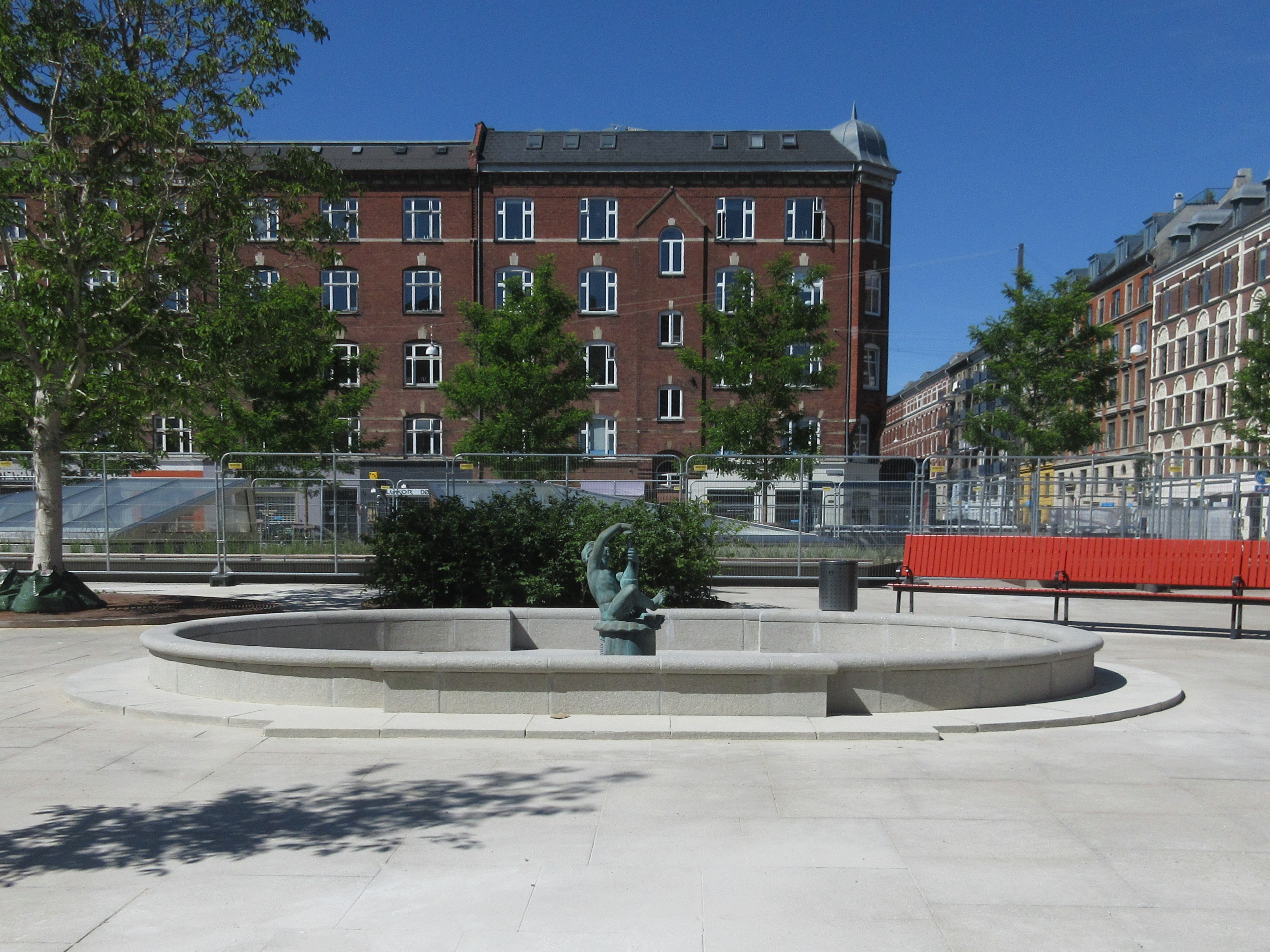
Trädplantering och fontän vid stationen.

I samband med byggnationen grävdes torget upp, men det har återställts och renoverats. Bland annat har ett 50 år gammalt valnötsträd planterats på platsen. Fontänen med Jens Lunds bronsstaty Drengebarn med fiasco från 1926 har också renoverats.